# Attentats de Bombay du 11 juillet 2006
 (février 2023).
Si vous disposez d'ouvrages ou d'articles de référence ou si vous connaissez des sites web de qualité traitant du thème abordé ici, merci de compléter l'article en donnant les références utiles à sa vérifiabilité et en les liant à la section « Notes et références ».
Le 11 juillet 2006 a eu lieu une série de sept attentats à l'explosif commis quasi simultanément en fin de journée à l'heure de pointe dans des gares et trains de banlieue de Bombay en Inde.
Les explosions ont eu lieu à Bombay dans les gares des quartiers de Matunga, Khar, Santacruz, Jogeshwari, Borivali et Bhayendar. Les explosions ont toutes eu lieu dans un intervalle de 20 minutes. La première s'est produite à 18 heures 24 (12 heures 54 UTC) dans un train de Khar. Le service ferroviaire a été interrompu.
Les pompiers, qui ont dû lutter contre des incendies sur les sept sites des attentats, disent avoir dû soigner plus d'une trentaine de blessés dans la banlieue de Mahim et une cinquantaine à la gare de Matunga.
Les grandes villes du pays ont été placées en alerte après ces actes de terrorisme non revendiqués pour le moment, rappelant ceux de Madrid en mars 2004.

## Bilan
Selon Vilasrao Desmukh, ministre-président de l'État de Maharashtra, le bilan provisoire s'établit à 200 morts et 714 blessés. Le Premier ministre indien Manmohan Singh a convoqué son cabinet pour une réunion d'urgence. Il a appelé au calme la population de Bombay. Le ministre de l'Intérieur Shivraj Patil a expliqué à la presse que la police avait reçu des informations concernant un attentat, mais que « le lieu et l'endroit n'étaient pas connus ».
À la fin septembre, le bilan s'était alourdi à 209 morts.

## Enquête

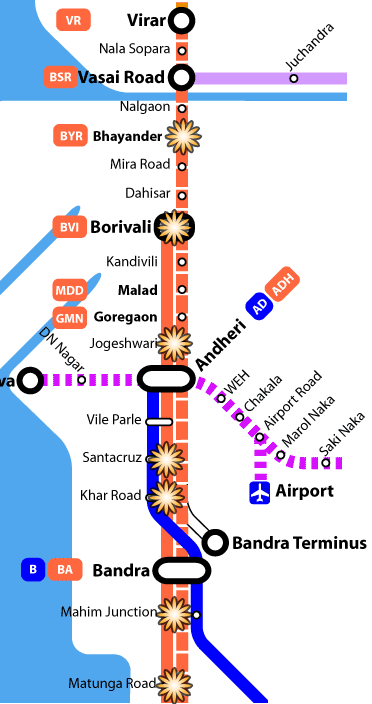
Attentats du 11 juillet 2006 à Bombay.

En 1993, la ville de Bombay avait déjà connu des attentats qui avaient provoqué la mort de 250 personnes. Pour l'instant, personne n'a revendiqué l'attentat.
Après ces attentats, la police de New Delhi a arrêté une personne soupçonnée d'avoir un lien avec les attentats. Selon le rapport, cette personne avait deux kilos de RDX en sa possession. Peu après, le Times of India citait des sources de renseignement comme étant « assez certains » que les attaques sont l'œuvre d'extrémistes religieux du mouvement islamiste pakistanais Lashkar-e-Toiba et du groupe Students Islamic Movement of India (Mouvement islamique étudiant de l'Inde). L'analyse de débris de bombes a permis de déterminer qu'elles avaient été fabriquées avec un « mélange rare » d'un explosif de forte puissance, le RDX, de fioul et de nitrate d'ammonium.

## Réactions

### Dans le pays
Inde :
- Manmohan Singh, Premier ministre indien, a promis de « vaincre les plans diaboliques des terroristes » après la série d'attentats. « Nous allons œuvrer pour vaincre les plans diaboliques des terroristes et nous ne les laisserons pas réussir », a-t-il affirmé. Le chef du gouvernement a appelé au calme la population de Bombay, ainsi que celle de Srinagar, principale ville du Cachemire indien en proie à une insurrection séparatiste islamiste depuis 1989 et également cible d'attaques à la grenade le mardi. (mardi 11 juillet, communiqué)
- Le Lashkar, mouvement séparatiste du Cachemire : « Ce sont des actes inhumains et barbares. L'islam ne permet pas le meurtre d'innocents ». (mercredi 12 juillet, communiqué)
- Le Hizb-u-Mujahideen (Parti de combattants), organisation basée au Pakistan et fédérant une douzaine d'autres groupes armés : « Les attentats contre des civils ne font partie de notre programme. Nous ne commettons pas de tels attentats et ne laissons personne en commettre », a déclaré un porte-parole. (mercredi 12 juillet, communiqué)

### Dans le monde
Afrique du Sud :
- Thabo Mbeki, président sud-africain, a fait part de son « indignation ». « Le gouvernement et le peuple sud-africains se joignent à la communauté internationale pour exprimer leur indignation face aux attentats de Bombay qui ont tué des dizaines de personnes ce jour », a-t-il assuré. « En ces heures difficiles, nous nous associons au deuil du peuple indien, avons une pensée pour ceux qui ont perdu un être cher et souhaitons aux blessés un prompt rétablissement ». (Mardi 11 juillet, message adressé au président indien Abdul Kalam)

 Australie :
- Alexander Downer, ministre australien des Affaires étrangères, a exprimé « les profondes condoléances et la solidarité (de l'Australie) à l'égard du peuple et du gouvernement de l'Inde face à la lâcheté de ces attaques terroristes ». « Ce massacre absurde de civils innocents renforce la nécessité d'une réponse internationale forte pour contrer le terrorisme partout où il menace nos populations », a ajouté le ministre. (mercredi 12 juillet, communiqué)

 Canada :
- Peter MacKay, chef de la diplomatie canadienne : « Les attentats terroristes perpétrés à Mumbai en Inde constituent un acte de violence déplorable contre des civils innocents ». « Il s'agit d'un nouveau rappel brutal de la détermination des terroristes à recourir au meurtre pour arriver à leurs fins politiques », a ajouté le ministre, soulignant que le Canada « se joint à l'Inde, démocratie fière, et condamne ceux et celles qui placent leurs croyances extrémistes au-dessus de la vie humaine. » Peter MacKay a aussi exprimé les condoléances du Canada aux familles des victimes. (mardi 11 juillet, communiqué)

 Espagne :
- José Luis Rodríguez Zapatero, chef du gouvernement espagnol : « Au nom du gouvernement de l'Espagne et en mon nom propre je veux vous exprimer ma profonde douleur pour les très graves attentats terroristes qui ont visé votre pays ». « Je veux aussi vous transmettre la solidarité et l'affection du peuple espagnol. L'Espagne, comme vous le savez, a souffert dans sa chair les assauts du terrorisme. En particulier, les attaques d'aujourd'hui (mardi) contre sept trains à Bombay nous rappellent les scènes tragiques que nous vîmes à Madrid le 11 mars 2004 », a ajouté le chef du gouvernement espagnol. (mardi 11 juillet, télégramme envoyé au président indien)

 États-Unis :
- George W. Bush, président américain : « Les États-Unis sont aux côtés du peuple et du gouvernement indien et condamnent dans les termes les plus forts ces atrocités qui ont été commises contre des gens innocents dans leur vie de tous les jours ». « De tels actes ne font que renforcer la détermination de la communauté internationale à demeurer unie contre le terrorisme et à déclarer sans équivoque qu'il n'y a pas de justifications pour le meurtre brutal de gens innocents », a ajouté le président Bush. (mercredi 12 juillet 2006, communiqué)
- Condoleezza Rice, secrétaire d'État américaine : « Les États-Unis condamnent les horribles attentats terroristes au Cachemire et à Bombay », a déclaré la chef de la diplomatie américaine. « Beaucoup ont perdu la vie et beaucoup d'autres ont été blessés. Nos pensées et nos prières vont aux victimes et à leurs familles », a ajouté Rice. « Aucune cause politique ne peut justifier le meurtre d'innocents », a-t-elle ajouté, avant d'assurer que « les États-Unis se tiennent aux côtés de l'Inde dans la guerre contre le terrorisme ». « Les responsables de ces actes terribles devraient être traduits en justice », a conclu Rice. (mardi 11 juillet, communiqué)

 France :
- Jacques Chirac, président français, a exprimé « la solidarité de la France » qui condamne « avec la plus grande fermeté » les attentats. « C'est avec émotion et indignation que j'ai appris le terrible bilan des attaques terroristes qui ont frappé plusieurs installations ferroviaires indiennes », dit Jacques Chirac. « La France condamne ces actes, que rien ne saurait justifier, avec la plus grande fermeté », a-t-il souligné. « Dans cette épreuve, je souhaite vous exprimer, ainsi qu'au peuple indien, la solidarité de la France et mes condoléances », a ajouté Chirac. (mardi 11 juillet, message au Premier ministre indien).

 Pakistan :
- Le pays a fermement condamné la série d'explosions, qualifiée d'« acte de terrorisme méprisable ». « Le Pakistan condamne fermement la série d'explosions à la bombe dans des trains de banlieue de Bombay en Inde », a déclaré le ministère pakistanais des Affaires étrangères. « Cet acte de terrorisme méprisable a entraîné la perte d'un nombre important de vies précieuses », a-t-il déploré.
  - Le président pakistanais, le général Pervez Musharraf, et le Premier ministre Shaukat Aziz ont également exprimé leur plus vive condamnation et leurs condoléances aux familles des victimes, a ajouté le ministère. (mardi 11 juillet, communiqué)
  - Kurshid Kasuri, ministre pakistanais des Affaires étrangères : « Nous devons prendre des mesures pour décourager l'extrémisme, l'extrémisme hindou et musulman, l'extrémisme des uns conduit à l'extrémisme des autres », a dit Kurshid Kasuri. (mercredi 12 juillet, déclaration à la presse)

 Italie :
- Massimo D'Alema, ministre italien des Affaires étrangères, a condamné avec « la plus grande fermeté » les attentats. « Au nom de mon gouvernement et de tous les Italiens, je voudrais vous exprimer la plus sincère solidarité, à laquelle je joins la plus ferme condamnation de ces actes d'une violence inhumaine, qui ne font que renforcer la volonté de la Communauté internationale à agir avec détermination pour la lutte contre le terrorisme ». « Je tiens à vous adresser mes plus sincères condoléances et à souligner que je me joins au deuil qui a frappé l'Inde à la suite des attentats perpétrés dans la ville de Bombay, qui ont causé la perte de nombreuses vies humaines et des dégâts matériels considérables », a-t-il ajouté. (mardi 11 juillet, message au Premier ministre indien)

 Royaume-Uni :
- Tony Blair, Premier ministre britannique, a condamné « sans réserve » les attentats « cruels et honteux ». « Il ne peut y avoir aucune justification pour le terrorisme. Nos pensées vont aux victimes et à leurs familles », a-t-il dit. « Nous sommes solidaires de l'Inde, la plus grande démocratie de la planète, avec nos valeurs communes et notre détermination commune de vaincre le terrorisme sous toutes ses formes », a-t-il dit. (mardi 11 juillet, communiqué)

 Russie :
- Vladimir Poutine, président russe, a condamné le « cynisme » et la « monstruosité » des attentats. « Il n'y a pas et ne peut pas y avoir de justification à un crime d'un tel cynisme et d'une telle monstruosité par sa violence », a déclaré le président russe. « Les terroristes, coupables de ce méfait, doivent être sévèrement châtiés », a ajouté Poutine en adressant ses condoléances au gouvernement et à la présidence indienne. (mardi 11 juillet, communiqué)

### Organisations internationales
ONU :
- Kofi Annan, secrétaire général des Nations unies, « est horrifié par les attentats à la bombe brutaux et inhumains perpétrés contre des trains à Bombay (…) ainsi que par les attaques à la grenade commises à Srinagar », a indiqué son porte-parole, Stéphane Dujarric. « De tels actes ne peuvent être justifiés sous aucun prétexte », a-t-il ajouté. De tels actes « servent seulement à réaffirmer que le terrorisme constitue l'une des plus graves menaces à la paix et à la sécurité internationales et à rendre plus urgente une action coordonnée de tous les pays afin de vaincre le terrorisme sous toutes ses formes et manifestations, quels qu'en soient les auteurs, les circonstances et les motivations », a estimé Kofi Annan. (mercredi 12 juillet, communiqué)

 Union européenne :
- Javier Solana, haut représentant de l'Union pour les affaires étrangères et la politique de sécurité, a condamné « dans les termes les plus forts » ces attentats « méprisables ». « Je suis choqué par les attentats à la bombe dans la ville de Bombay et je condamne dans les termes les plus forts ces actes méprisables de terrorisme ». « J'espère que les responsables de ces épouvantables actes de terrorisme seront poursuivis en justice », a-t-il ajouté. (mardi 11 juillet, communiqué)

## Conséquences
Les principales villes de l'Inde ont été déclarées en état d'alerte élevée. Les aéroports de Bombay sont également en état d'alerte élevée. La partie ouest du Chemin de fer suburbain de Bombay a été temporairement fermé, quelques trains ayant déjà recommencé à circuler. De plus, de rigoureuses mesures de sécurité, telles des fouilles individuelles, ont été prises sur les autres parties du réseau. Le service municipal d'autobus, le BEST, a dépêché des véhicules supplémentaires afin de transporter les banlieusards dépourvus.
Le Premier ministre a tenu une réunion de sécurité à sa résidence à laquelle ont assisté le ministre de l'Intérieur Shivraj Patil, le conseiller en sécurité nationale M. K. Narayanan (en) et le secrétaire d'État, V. K. Duggal (en).

### Aide et soutien
- Le ministre-président de l'État de Maharashtra, Vilasrao Deshmukh (en), a annoncé que des indemnisations de 100 000 roupies (approximativement 2 000 USD) allaient être versés aux membres de la famille de ceux qui sont morts dans l'explosion.
- Les blessés receveraient chacun 50 000 roupies (approximativement 1 000 USD).

### Lignes téléphoniques d'aide
- Mumbai Suburban Railway - 91-22-22005388
- Hôpital d'Hinduja - 91-22-24451515 et 91-22-24452222
- Hôpital Cooper - 91-22-26207254 et 91-22-26207256
- Western Railways - 91-22-22005388, 91-22-23094064, 91-22-23014373 et 91-22-23004000
- Hôpital de Lilavati - 91-22-6438281 et 91-22-6438282
- Hôpital de Bhabha - 6422775

### Sources d'information
Comme les réseaux de téléphones cellulaires sont saturés, des chaînes de télévision, telle NDTV, diffusent une bande de téléscripteur contenant de l'information sur les blessés de même que des messages SMS de ceux qui désirent contacter leur famille.
Des rapports indiquent (à 18 h 00 UTC) que les réseaux de téléphone recommencent à fonctionner.